# شينيا ياماناكا
شينيا ياماناكا (باليابانية: 山中 伸弥) ـ (ولد في 4 سبتمبر 1962) هو طبيب وباحث ياباني في حقل الخلايا الجذعية. تقاسم جائزة نوبل في الطب سنة 2012 مع جون غوردون.

## حياته
ولد شينيا ياماناكا في هيغاشي-أوساكا وحصل على شهادة الطب من جامعة كوبه في عام 1987، والدكتوراه من جامعة مدينة أوساكا في عام 1993.

## عمله الأكاديمي
يعمل حاليا مديرًا لمركز أبحاث الخلايا الجذعية المستحثة متعددة القدرات وتطبيقاتها وأستاذا في معهد أبحاث العلوم الطبية التابع لجامعة كيوتو، كما يعمل كبير باحثين بمعاهد ديفيد غلادستون في سان فرانسيسكو بولاية كاليفورنيا وأستاذًا للتشريح بجامعة كاليفورنيا في سان فرانسيسكو.

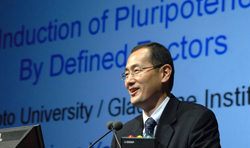
شينيا ياماناكا تتحدث في محاضرة يوم 14 يناير 2010

يشغل ياماناكا حاليًا ـ إلى جانب مناصبه الأكاديمية سالفة الذكر ـ منصب رئيس الجمعية الدولية لأبحاث الخلايا الجذعية.

## الجوائز
حصل ياماناكا على جائزة وولف في الطب سنة 2011 مناصفة مع عالم الأحياء الألماني رودلف يينيش، وجائزة الألفية للتقنية سنة 2012 مناصفة مع مهندس البرمجيات الفنلندي الأمريكي لينوس تورفالدس، وتوج ذلك في العام ذاته بحصوله على جائزة نوبل في الطب مناصفة مع البريطاني جون غوردون لاكتشافهما إمكانية تحويل الخلايا الناضجة إلى خلايا جذعية.
انتخب شينيا ياماناكا زميلًا للأكاديمية الوطنية الأمريكية للعلوم سنة 2004.

## روابط خارجية
- شينيا ياماناكا على موقع الموسوعة البريطانية (الإنجليزية)
- شينيا ياماناكا على موقع مونزينجر (الألمانية)